# Ganja Burn
«Ganja Burn» — песня американской хип-хоп-исполнительницы Ники Минаж, из её четвёртого студийного альбома Queen (2018). Песня была спродюсирована Джереми Рейдом.

## История
10 августа 2018 года Минаж представила окончательный трек-лист для своего четвертого студийного альбома Queen, в который в качестве первого трека была включена песня под названием «Ganja Burn». Её премьера прошла несколько часов спустя после того, как часть альбома появилась на всех крупных интернет-платформах. Для продвижения песен с этого альбома Минаж представила песню в прямом эфире на своем радиошоу Beats 1 Queen Radio вместе с Zane Lowe. Первоначально песня была названа «Ganja Burn», однако, отправив список треков, Минаж случайно добавила одну букву и записала «Burns». Некоторые слова и тексты трека были опубликованы на сайте Queen.
«Ganja Burn» была написана Минаж совместно с Jairus Mozee и Jeremy Reid, в то время как его продюсированием занимался Рейд. Трек длится четыре минуты и пятьдесят четыре секунды. Это поп-песня, вдохновленная регги. Она использует средний темп, который был описан изданием The Atlantic как «пляжная вечеринка». Звукоинженер Big Juice рассказывая о процессе записи добавил, что Минаж создала около 65 % или 75 %, взяв основной ритм от её продюсера J. Reid.
Сразу после выпуска «Ganja Burn» в нескольких публикациях было указано, что это дисс-трек и с его помощью Минаж бросает вызов или знак неуважения своей конкурентке рэперше Карди Би. Скрытые знаки нашли в отдельных фразах и словах песни. Однако, никто из двух исполнительниц не подтвердил эти предположения.

## Отзывы
Композиция, в целом, была сдержанно встречена музыкальными экспертами и обозревателями: Jonny Coleman из журнала The Hollywood Reporter, Spencer Kornhaber из издания The Atlantic. Положительный отзыв дала Shamika Sanders из журнала Billboard.

## Музыкальное видео
Премьера Музыкальное видео прошла 13 августа 2018 года, когда клип появился на канале YouTube. Режиссёром выступил турецко-уэльский дуэт Mert and Marcus, состоящий из Mert Alaş и Marcus Piggott, которые ранее уже работали с Минаж над её видео для песни «Regret in Your Tears» (2017). Видео повторяет образ обложки альбома, которую также создали Mert and Marcus.

## Чарты
| Чарт (2018)                           | Высшая позиция |
| ------------------------------------- | -------------- |
| Канада (Billboard Canadian Hot 100)   | 47             |
| New Zealand Hot Singles (RMNZ)        | 13             |
| Шотландия (OCC Scotland)              | 67             |
| США (Billboard Hot 100)               | 60             |
| США (Billboard Hot R&B/Hip-Hop Songs) | 27             |